# Гостовське сільське поселення
Го́стовське сільське поселення (рос. Гостовское сельское поселение) — адміністративна одиниця у складі Шабалінського району Кіровської області Росії. Адміністративний центр поселення — селище Гостовське.

## Історія
Станом на 2002 рік на території сучасного поселення існували такі адміністративні одиниці:
- Гостовський сільський округ (селища Гостовський, Легпром, Метил, Супротивний, присілки Гостовська, Красна Поляна, Малі Первуші, Медведеріно)
- Жирновське сільський округ (присілки Жирново, Какшинське, Кожино, Перегорящево, Петровське, Тойліха, Шабаліха)
- Колосовський сільський округ (село Колосово, присілки Ворони, Зотовці, Пестовка, Юмаки, Юр'євці)
- Ніколаєвський сільський округ (село Ніколаєвське, селище Шохорда, присілки Коврижні, Поляки, Цвіти)
- Паніхінський сільський округ (село Прокоп'євське, селище Крутенський, присілки Велика Крутенка, Киселі, Нові Антропи, Новожили, Паніхіни, Старі Антропи)

Поселення було утворене згідно із законом Кіровської області від 7 грудня 2004 року № 284-ЗО у рамках муніципальної реформи шляхом об'єднання Гостовського, Жирновського, Колосовського, Ніколаєвського та Паніхінського сільських округів.

## Населення
Населення поселення становить 894 особи (2017; 942 у 2016, 1000 у 2015, 1048 у 2014, 1099 у 2013, 1166 у 2012, 1205 у 2010, 1911 у 2002).

## Склад
До складу поселення входять 32 населених пункти:
| Населений пункт           | Населення, осіб (2002) | Населення, осіб (2010) |
| ------------------------- | ---------------------- | ---------------------- |
| Велика Крутенка, присілок | 11                     | 5                      |
| Ворони, присілок          | 0                      | 0                      |
| Гостовська, присілок      | 49                     | 36                     |
| Гостовський, селище       | 821                    | 628                    |
| Жирново, присілок         | 158                    | 71                     |
| Зотовці, присілок         | 18                     | 10                     |
| Какшинське, присілок      | 0                      | 0                      |
| Киселі, присілок          | 0                      | -                      |
| Коврижні, присілок        | 14                     | 3                      |
| Кожино, присілок          | 0                      | 0                      |
| Колосово, село            | 174                    | 123                    |
| Красна Поляна, присілок   | 8                      | 3                      |
| Крутенський, селище       | 28                     | 13                     |
| Легпром, селище           | 9                      | 1                      |
| Малі Первуші, присілок    | 19                     | 5                      |
| Медведеріно, присілок     | 0                      | -                      |
| Метил, селище             | 14                     | 4                      |
| Ніколаєвське, село        | 130                    | 94                     |
| Нові Антропи, присілок    | 4                      | 2                      |
| Новожили, присілок        | 5                      | 3                      |
| Паніхіни, присілок        | 54                     | 23                     |
| Перегорящево, присілок    | 0                      | 0                      |
| Пестовка, присілок        | 0                      | 0                      |
| Петровське, присілок      | 11                     | 5                      |
| Поляки, присілок          | 0                      | 0                      |
| Прокоп'євське, село       | 131                    | 76                     |
| Старі Антропи, присілок   | 13                     | 6                      |
| Супротивний, селище       | 81                     | 26                     |
| Тойліха, присілок         | 0                      | 0                      |
| Цвіти, присілок           | 2                      | 0                      |
| Шабаліха, присілок        | 0                      | 0                      |
| Шохорда, селище           | 157                    | 68                     |
| Юмаки, присілок           | 0                      | 0                      |
| Юр'євці, присілок         | 0                      | 0                      |